# Khatgal, Khövsgöl
Khatgal (tiếng Mông Cổ: Хатгал, ᠬᠠᠳᠭᠠᠯ) là một thị trấn ở tỉnh Khövsgöl, Mông Cổ, nằm tại bờ phía nam của hồ Khövsgöl. Khatgal có một sân bay và một cảng nhỏ, cùng với một trường học và một văn phòng bưu chính/viễn thông. Có một cây cầu gỗ gần đó qua sông Eg.

## Lịch sử
Khatgal được thành lập vào năm 1727. Đến năm 1910, một khu định cư nhỏ đã hình thành, chủ yếu thông qua thương mại với Nga. Năm 1914, một kết nối điện báo được thiết lập từ thị trấn biên giới Nga Mondy đến Uliastai qua Khatgal, và vào năm 1921, khoảng 150 người định cư Nga đã sống ở đây.
Trong cùng năm đó, Khatgal trở thành một trung tâm hành chính trong khu vực. Năm 1931, nó trở thành tỉnh lị của tỉnh Khövsgöl mới thành lập, nhưng ngay sau đó vào năm 1933, tỉnh lị chuyển đến Mörön.
Thị trấn có khoảng 7000 cư dân và một nhà máy điện vào năm 1990, nhưng việc cạn kiệt các tuyến giao thông và đóng cửa một nhà máy len địa phương đã dẫn đến tỷ lệ di cư cao, chỉ còn lại 3.756 người trong năm 1994 và 2.498 người trong cuộc điều tra dân số năm 2000. Ước tính dân số chính thức mới nhất là 2.796 (ngày 31 tháng 12 năm 2006 ). Khatgal cũng mất vị thế là một thành phố và hiện là một phần của sum Alag-Erdene. Năm 2007, Khatgal được kết nối với lưới điện trung tâm của Mông Cổ và các dịch vụ điện thoại di động.

Thành viên của Đại Khural Quốc gia và cựu bộ trưởng y tế Lamjavyn Gündalai được sinh ra ở Khatgal.

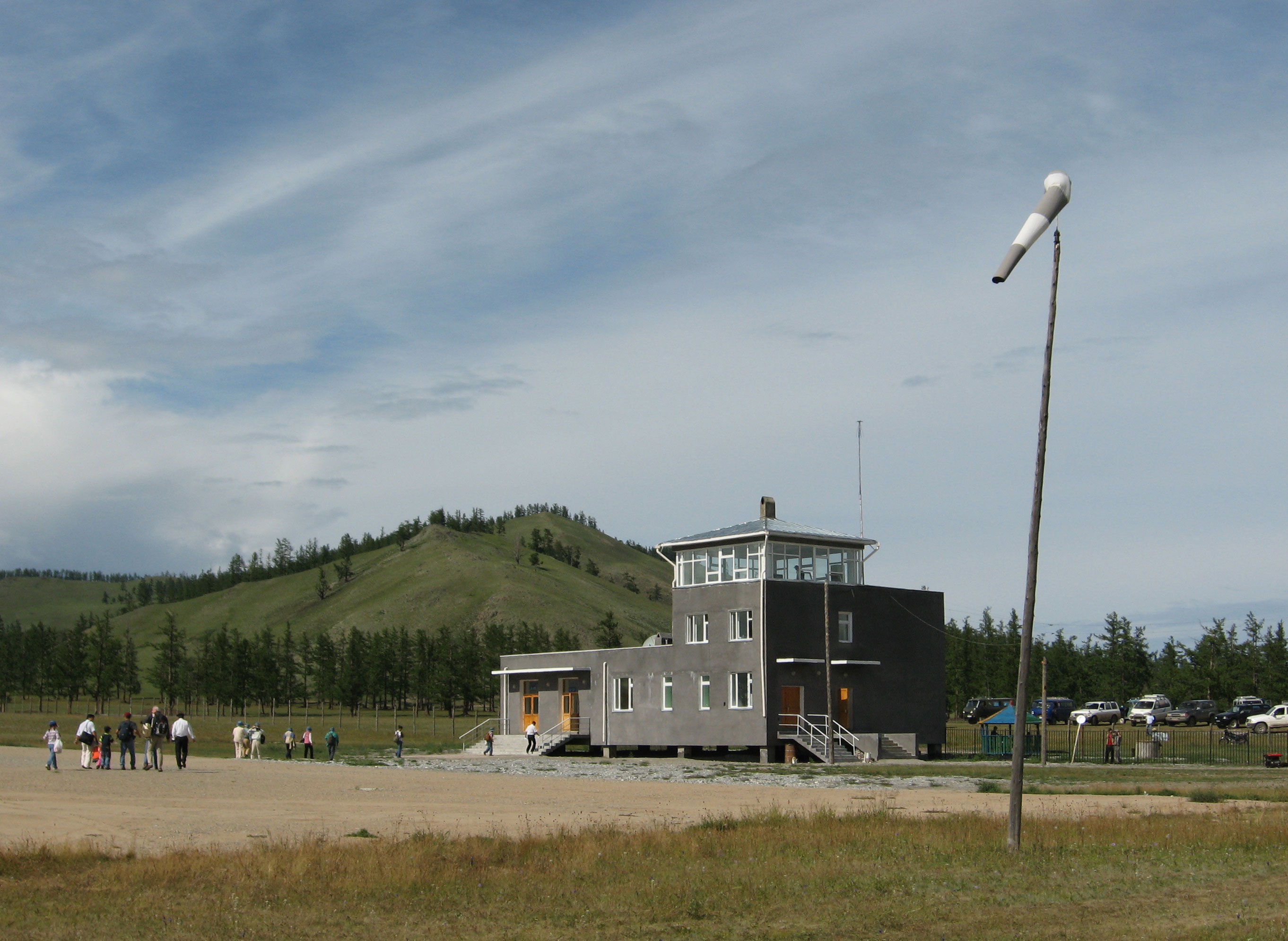
Sân bay Khatgal.

## Kinh tế
Vì Khatgal là một điểm khởi đầu tốt cho nhiều trại ger nhỏ dọc theo bờ phía tây của hồ Khövsgöl, du lịch hiện là một trong những ngành chính của nền kinh tế địa phương. Năm 2007, một sân bay mới đã được hoàn thành . MIAT Mongolian Airlines liệt kê thị trấn trong lịch trình nội địa.

## Khí hậu
Khatgal có khí hậu cận Bắc cực (Köppen Dwc) với mùa đông rất dài, rất khô, lạnh và mùa hè ngắn, mát mẻ, tương đối ẩm ướt. Ánh nắng mặt trời dồi dào quanh năm và đặc biệt cao trong mùa đông cho một vị trí trên vĩ tuyến 50 Bắc.
| Dữ liệu khí hậu của Khatgal        | Dữ liệu khí hậu của Khatgal | Dữ liệu khí hậu của Khatgal | Dữ liệu khí hậu của Khatgal | Dữ liệu khí hậu của Khatgal | Dữ liệu khí hậu của Khatgal | Dữ liệu khí hậu của Khatgal | Dữ liệu khí hậu của Khatgal | Dữ liệu khí hậu của Khatgal | Dữ liệu khí hậu của Khatgal | Dữ liệu khí hậu của Khatgal | Dữ liệu khí hậu của Khatgal | Dữ liệu khí hậu của Khatgal | Dữ liệu khí hậu của Khatgal |
| Tháng                              | 1                           | 2                           | 3                           | 4                           | 5                           | 6                           | 7                           | 8                           | 9                           | 10                          | 11                          | 12                          | Năm                         |
| ---------------------------------- | --------------------------- | --------------------------- | --------------------------- | --------------------------- | --------------------------- | --------------------------- | --------------------------- | --------------------------- | --------------------------- | --------------------------- | --------------------------- | --------------------------- | --------------------------- |
| Cao kỉ lục °F                      | 32.0                        | 41.7                        | 59.9                        | 72.3                        | 80.6                        | 85.5                        | 83.1                        | 86.7                        | 76.5                        | 68.4                        | 48.7                        | 44.4                        | 86.7                        |
| Trung bình ngày tối đa °F          | 3.7                         | 11.1                        | 25.7                        | 40.5                        | 55.2                        | 63.9                        | 65.3                        | 63.0                        | 54.5                        | 38.7                        | 20.7                        | 7.9                         | 37.5                        |
| Trung bình ngày °F                 | −9.8                        | 69.8                        | 9.0                         | 25.9                        | 40.5                        | 49.8                        | 52.9                        | 50.4                        | 39.7                        | 23.7                        | 7.3                         | −5.3                        | 29.5                        |
| Tối thiểu trung bình ngày °F       | −22.0                       | −19.8                       | −6.7                        | 12.9                        | 25.7                        | 36.1                        | 42.1                        | 38.8                        | 27.1                        | 11.7                        | −5.3                        | −15.9                       | 10.4                        |
| Thấp kỉ lục °F                     | −51.7                       | −48.1                       | −42.7                       | −20.2                       | 0.3                         | 16.5                        | 23.5                        | 19.9                        | −8.5                        | −35.7                       | −39.6                       | −47.6                       | −51.7                       |
| Lượng Giáng thủy trung bình inches | 0.05                        | 0.04                        | 0.09                        | 0.33                        | 0.63                        | 2.07                        | 3.27                        | 2.87                        | 1.43                        | 0.46                        | 0.22                        | 0.04                        | 11.5                        |
| Cao kỉ lục °C                      | -0.0                        | 5.4                         | 15.5                        | 22.4                        | 27.0                        | 29.7                        | 28.4                        | 30.4                        | 24.7                        | 20.2                        | 9.3                         | 6.9                         | 30.4                        |
| Trung bình ngày tối đa °C          | −15.7                       | −11.6                       | −3.5                        | 4.7                         | 12.9                        | 17.7                        | 18.5                        | 17.2                        | 12.5                        | 3.7                         | −6.3                        | −13.4                       | 3.1                         |
| Trung bình ngày °C                 | −23.2                       | 21.0                        | −12.8                       | −3.4                        | 4.7                         | 9.9                         | 11.6                        | 10.2                        | 4.3                         | −4.6                        | −13.7                       | −20.7                       | −1.4                        |
| Trung bình ngày tối thiểu °C       | −30.0                       | −28.8                       | −21.5                       | −10.6                       | −3.5                        | 2.3                         | 5.6                         | 3.8                         | −2.7                        | −11.3                       | −20.7                       | −26.6                       | −12.0                       |
| Thấp kỉ lục °C                     | −46.5                       | −44.5                       | −41.5                       | −29.0                       | −17.6                       | −8.6                        | −4.7                        | −6.7                        | −22.5                       | −37.6                       | −39.8                       | −44.2                       | −46.5                       |
| Lượng Giáng thủy trung bình mm     | 1.2                         | 0.9                         | 2.3                         | 8.4                         | 16.1                        | 52.6                        | 83.0                        | 72.8                        | 36.2                        | 11.6                        | 5.6                         | 1.0                         | 291.7                       |
| Số ngày giáng thủy trung bình      | 0.6                         | 0.3                         | 0.8                         | 2.0                         | 3.4                         | 7.5                         | 11.4                        | 9.5                         | 5.6                         | 2.4                         | 1.4                         | 0.4                         | 45.3                        |
| Số giờ nắng trung bình tháng       | 184.0                       | 204.9                       | 269.6                       | 277.6                       | 309.9                       | 290.6                       | 264.5                       | 258.7                       | 242.6                       | 224.0                       | 176.5                       | 160.7                       | 2.863,6                     |
| Nguồn: NOAA (1963-1990)            |                             |                             |                             |                             |                             |                             |                             |                             |                             |                             |                             |                             |                             |